# 麥可·古柏
迈克尔·古柏 MP（1984年3月8日—），加拿大政治人物，自2025年起擔任亞伯達省的聖艾伯特—鱘魚河選區眾議院议员，2015年-2025年任聖艾伯特-埃德蒙頓選區眾議院议员。  古柏是聯邦保守黨党员，現担任影子民主改革評议员，以及程序和内政事务常设委员会成员。 
古柏是圣艾伯特的终身居民，也是該社区的一名活跃志愿者。他是圣艾伯特天主教区的讲师，也是哥伦布骑士会、圣艾伯特扶轮社和圣艾伯特地区商会的成员。古柏毕业于阿尔伯塔大学，以优异的成绩获得文学学士学位和法学学士学位。 2010年，他获得阿尔伯塔省律师资格。当选之前，古柏在埃德蒙顿一家律师事务所担任民事诉讼律师。

## 政治生涯
2015年11月20日，古柏被保守党临时党魁安布絲任命为官方反对党副司法评论员。 熙爾成為保守党党魁後重新任命為相同職位。  2019年联邦大选后，古柏被熙爾任命为影子财政副评论员。 
古柏目前是眾议院程序和内务常设委员会成员，以及协助自杀特别联合委员副主席。他曾与委员会中的其他保守党议员共同撰写了一份与多数委员会报告不同的报告，警告不要提前指示并向未成年人开放医生协助死亡。 

### 韦恩法案
古柏是眾议院 S-217 法案（又称“韦恩法案”）的支持者。法案以大卫·维恩命名，2015年1月，身为警员的维恩和辅警大卫·邦德（David Bond）在圣艾伯特的一家赌场被枪杀，嫌疑人Shawn Rehn有着长期的犯罪历史，但他案发时仍在保释。此后，参议员鲍勃·朗西曼于2016年2月3日提出了这部法案，内容为修改刑法，强制要求在保释听证会上出示保释申请人的犯罪记录。2015年6月，古柏的前任選區议员Brent Rathgeber也提出了类似的法案。 
S-217法案于2016年10月在参议院通过。眾议院对该法案进行二读辩论时，司法部长议会秘书马可·门迪奇诺宣布自由党政府反对该法案。 尽管如此，该法案还是在保守党、新民主党、魁人政團和绿党议员以及27名自由党议员的一致支持下通过了二读。 然而，当司法委员会审议 S-217 号法案时，委员会中的自由党和新民主党议员投票建议不再推进该法案。  2017年6月14日，下议院以199票对103票决定不再推进S-217 法案。

### 保守党党魁选舉取向
古柏在2017年保守党党魁选舉中支持国会议员奥图尔，但奥图尔輸给了第二名的国会议员卞聶爾和获胜者熙爾，位居第三。 古柏在2020年保守党党魁选舉中支持保守黨創辦人之一兼前任副黨魁的馬逵 ，這次馬逵輸给了奥图尔。古柏在2022年保守党党魁选舉中支持博勵治。 竞选期间，古柏与新不伦瑞克省保守党议员John Williamson一起担任博勵治的联合党团联络官。 博勵治在首輪投票中就取得過半票數勝出，成為新任黨魁。

### 加拿大-台湾关系框架法
2021年6月17日，古柏提出私人议员法案 C-315，即《关于加强加拿大与台湾关系框架的法案》。该法案提出了一种机制，在缺乏正式外交关系的情况下，处理加拿大和台湾之间经济、文化和法律事务等方面的关系。  

### 2023年外国干涉听证会
在质询外交部长梅拉妮·乔利时，古柏以諷刺的語氣说：“你的言辞很强硬。你说你对北京的言辞很强硬。你甚至盯着他的眼睛，我敢肯定他非常害怕。” 自由党和新民主党委员会成员呼吁古柏為性別歧視道歉。